# Dirk VII van Holland
Dirk VII (11?? - Dordrecht, 4 november 1203) was graaf van Holland vanaf 1190.
Dirk VII was de zoon van Floris III en Ada van Schotland. Hij volgde zijn vader op nadat die in 1190 was overleden tijdens de Derde Kruistocht.

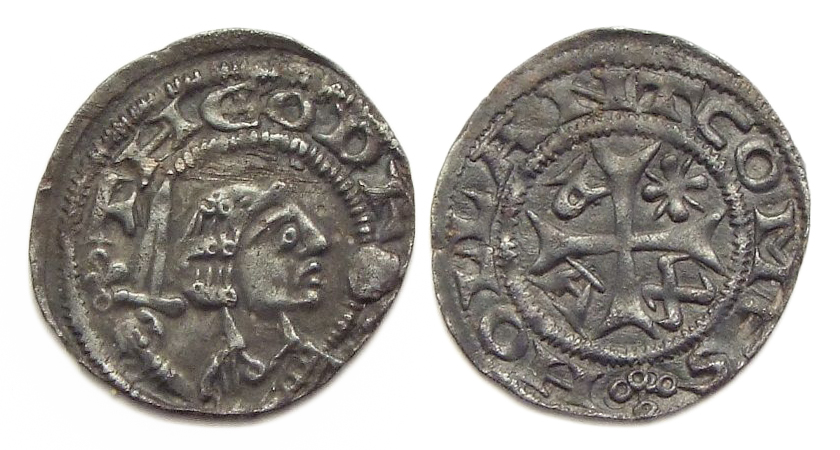
Holland, penning uit 1196-1197 met buste van Dirk VII, Graaf van Holland

Keizer Hendrik VI van het Heilige Roomse Rijk was verwikkeld in een oorlog met de door de paus gesteunde tegenkeizer Otto IV en moest gunsten uitdelen om vrienden te maken. In ruil voor steun gaf hij Dirk VII de Groote of Hollandsche Waard (van het bisdom Utrecht) en kreeg hij het recht tol te heffen van Vlaamse handelaars bij Geervliet. Bovendien kreeg Dirk VII in 1196 het tijdelijk bewind over het bisdom Utrecht toegekend, en kon hij zijn oom Dirk van Holland als Bisschop van Utrecht laten aanstellen. Nadat keizer Hendrik VI in 1197 overleed en werd opgevolgd door zijn 4-jarige zoon, veranderde Dirk van partij en ging Otto IV steunen.

## De Broedertwist

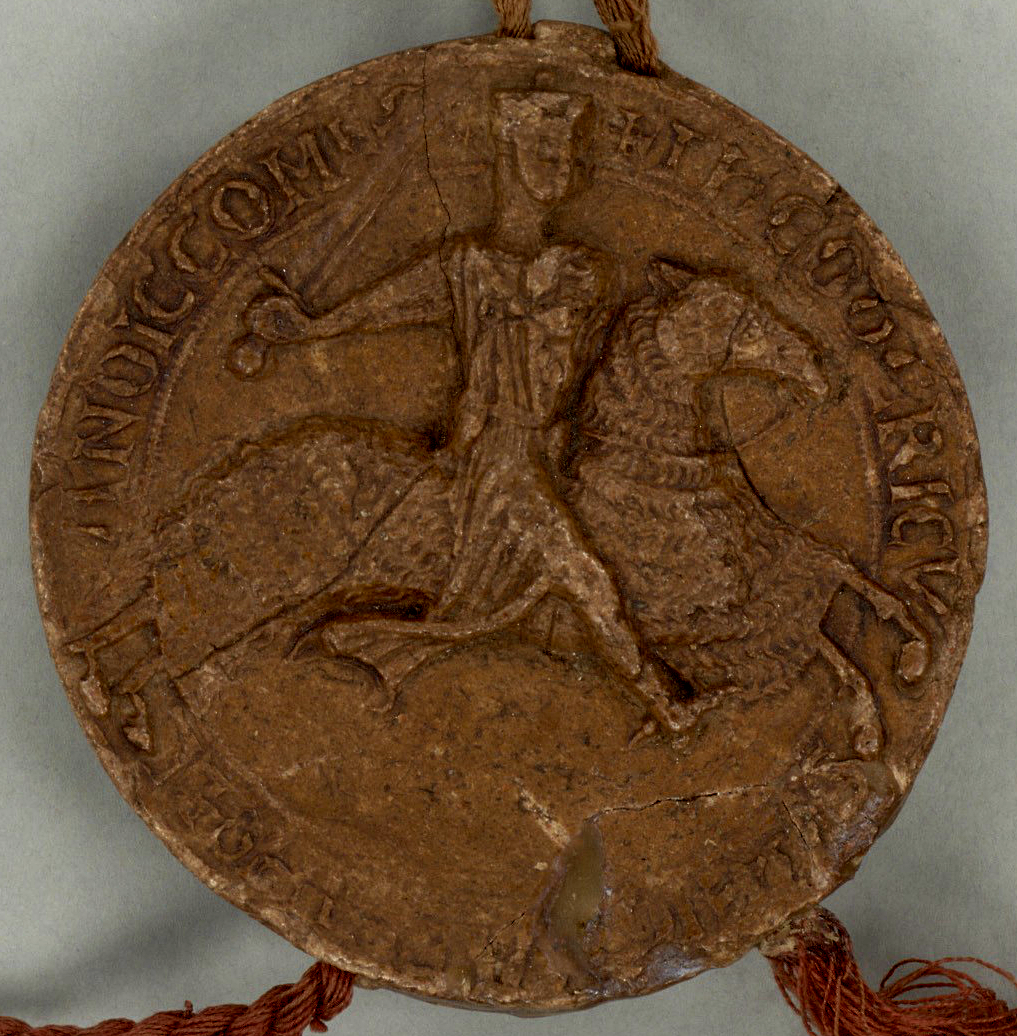
Zegel van Dirk VII uit het jaar 1200 (Collectie Nationaal Archief)

Nadat zijn jongere broer Willem, die zijn vader had begeleid tijdens de derde kruistocht, in september 1191 was teruggekeerd, ontstond er al vrij vlug onenigheid tussen de nieuwe graaf en zijn broer. Willem zocht daarom steun bij de opstandige Friezen.
Omdat Dirk op dat moment niet weg kon uit Zeeland stuurde hij zijn vrouw Aleida met een leger naar West-Friesland. In november 1195 kwam het tot een treffen tussen Aleida en haar zwager Willem. Aleida wist het treffen naar haar hand te zetten door de leiders van Oude Niedorp en Winkel om te kopen.
Uiteindelijk werd de ruzie tussen beide broers bijgelegd en kreeg Willem het bestuur over het graafschap Midden-Friesland. Deze functie bracht Willem echter al snel weer in conflict met zijn broer.
Hendrik de Kraan, heer van Kuinre, hield plundertochten in Midden-Friesland. Willem nam wraak en vernietigde de Kuinderburcht. Deze Hendrik van Kuinre was leenman van Bisschop van Utrecht. Dirk VII had van keizer Hendrik VI in 1196 het tijdelijk bewind over het bisdom Utrecht toegekend gekregen en zijn oom Dirk van Holland als bisschop van Utrecht laten aanstellen. Dirk VII kon dus niet toestaan dat zijn broer bezittingen van het bisdom Utrecht vernielde en liet Willem door Hendrik van Kuinre gevangennemen.
Willem ontsnapte echter en vluchtte naar Otto I van Gelre. Dirk VII was als beheerder van het bisdom Utrecht namelijk in conflict gekomen met Otto van Gelre omdat deze het Oversticht (Overijssel en Drenthe) wilde bemachtigen van het bisdom. Dirk VII versloeg Otto bij de Grebbeberg.

## De oorlog met Brabant
Deze Otto van Gelre riep in 1202 de hulp van Dirk VII omdat hij in conflict met de hertog van Brabant was geraakt. Dirk trok met zijn leger naar Brabant, waar hij het net gestichte 's-Hertogenbosch (een rivaal van zijn Geertruidenberg) op 7 september 1202 verwoestte.
Op de terugweg raakte hij bij Heusden slaags met het sterke leger van de hertog van Brabant.
Dirk werd gevangengenomen en pas na betaling van een hoog losgeld en het aanvaarden van zeer ongunstige voorwaarden werd hij weer vrijgelaten. Niet alleen over het deel van zijn gebied ten zuiden van het Hollands Diep, maar ook over Zuid-Holland moest hij de Brabantse hertog als leenheer erkennen. Voor het overige deel van Holland werd de nieuwe bisschop van Utrecht de leenheer. Hierdoor verloor Holland zijn overwicht in de noordelijke Nederlanden.
Toen Dirk VII een jaar later stierf, werd hij opgevolgd door zijn op dat moment enige nog in leven zijnde dochter Ada van Holland.

## Huwelijk en kinderen
In 1186 huwde hij te Loosduinen Aleid van Kleef, de dochter van graaf Diederik IV van Kleef. 
Uit dit huwelijk zijn drie kinderen geboren, allen dochters, 
- Ada,
- Aleidis en
- Petronilla.

Omdat Dirk geen zonen had, maakte hij Holland erfelijk voor vrouwen.

## Voorouders
| Voorouders van Dirk VII van Holland | Voorouders van Dirk VII van Holland                                                 | Voorouders van Dirk VII van Holland                                                 | Voorouders van Dirk VII van Holland                                        | Voorouders van Dirk VII van Holland                                        | Voorouders van Dirk VII van Holland                                        | Voorouders van Dirk VII van Holland                                        | Voorouders van Dirk VII van Holland                                             | Voorouders van Dirk VII van Holland                                             |
| ----------------------------------- | ----------------------------------------------------------------------------------- | ----------------------------------------------------------------------------------- | -------------------------------------------------------------------------- | -------------------------------------------------------------------------- | -------------------------------------------------------------------------- | -------------------------------------------------------------------------- | ------------------------------------------------------------------------------- | ------------------------------------------------------------------------------- |
| Overgrootouders                     | Floris II van Holland (1085 - 1122) ∞ 1108 Petronilla van Lotharingen (1082 - 1144) | Floris II van Holland (1085 - 1122) ∞ 1108 Petronilla van Lotharingen (1082 - 1144) | Otto I van Salm (1085 - 1148) ∞ Geertruid van Northeim (–)                 | Otto I van Salm (1085 - 1148) ∞ Geertruid van Northeim (–)                 | David I van Schotland (1084 - 1153) ∞ Maud van Northumbria (1073–1130)     | David I van Schotland (1084 - 1153) ∞ Maud van Northumbria (1073–1130)     | Willem II van Warenne (1070 - 1138) ∞1118 Isabella van Vermandois (1081 - 1138) | Willem II van Warenne (1070 - 1138) ∞1118 Isabella van Vermandois (1081 - 1138) |
| Grootouders                         | Dirk VI van Holland (1114 - 1157) ∞1125 Sophia van Rheineck (±1120 - 1176)          | Dirk VI van Holland (1114 - 1157) ∞1125 Sophia van Rheineck (±1120 - 1176)          | Dirk VI van Holland (1114 - 1157) ∞1125 Sophia van Rheineck (±1120 - 1176) | Dirk VI van Holland (1114 - 1157) ∞1125 Sophia van Rheineck (±1120 - 1176) | Hendrik van Schotland (1114 - 1152) ∞1139 Ada de Warenne (±1125 - 1178)    | Hendrik van Schotland (1114 - 1152) ∞1139 Ada de Warenne (±1125 - 1178)    | Hendrik van Schotland (1114 - 1152) ∞1139 Ada de Warenne (±1125 - 1178)         | Hendrik van Schotland (1114 - 1152) ∞1139 Ada de Warenne (±1125 - 1178)         |
| Ouders                              | Floris III van Holland (1140 - 1190) ∞1162 Ada van Schotland (1145 - 1204)          | Floris III van Holland (1140 - 1190) ∞1162 Ada van Schotland (1145 - 1204)          | Floris III van Holland (1140 - 1190) ∞1162 Ada van Schotland (1145 - 1204) | Floris III van Holland (1140 - 1190) ∞1162 Ada van Schotland (1145 - 1204) | Floris III van Holland (1140 - 1190) ∞1162 Ada van Schotland (1145 - 1204) | Floris III van Holland (1140 - 1190) ∞1162 Ada van Schotland (1145 - 1204) | Floris III van Holland (1140 - 1190) ∞1162 Ada van Schotland (1145 - 1204)      | Floris III van Holland (1140 - 1190) ∞1162 Ada van Schotland (1145 - 1204)      |
| Dirk VII van Holland (- 1203)       |                                                                                     |                                                                                     |                                                                            |                                                                            |                                                                            |                                                                            |                                                                                 |                                                                                 |